# Смертельные сказки
«Смертельные сказки» (англ. Deadtime Stories) — американский кинофильм 1986 года. 
Кинолента состоит из того, что на протяжении всего фильма дядя рассказывает своему неугомонному племяннику три истории.

## Сюжет
История первая про двух ведьм, решивших провести обряд воскрешения своей сестры. Для этого им в числе прочих ингредиентов нужна девственница. За ней посылается паренек, находящийся на побегушках у ведьм и это была их главная ошибка. Парень влюбился в свою пленницу и решительно не захотел мириться с ожидавшей ее участью…
Вторая история расскажет нам о неосторожности продавца, по вине которого в пакете Вилли окажется чье-то лекарство, а то, что ему было нужно, унесет с собой симпатичная девушка. Но Вилли узнает об этом только когда приготовит шприц. Нет, Вилли не наркоман, все гораздо хуже и ему во что бы то ни стало нужно найти ту девушку, с которой у него перепутались пакеты. Только вот успеет ли он это сделать, пока ему не станет совсем плохо?
И, наконец, последняя история про семейство психопатов нашедших очень хорошего союзника в лице девушки обладающей даром телекинеза и маниакальными наклонностями…

## В ролях
- Скотт Валентайн  — Питер
- Николь Пикард — Рэйчел (Красная шапочка)
- Мэтт Митлер — Вилли (вервольф)
- Катрин Де Прюм — Златовласка
- Мелисса Лео  — Джудит  "Мама" Баер
- Кевин Хэннон — Бересфорд "Папа" Баер
- Тимоти Рул — Виллмонт "Малыш" Баер
- Кэти Флейг — Миранда
- Филлис Крэйг — Ханагол
- Майкл Месмер — дядя Майк
- Энн Редферн — Флоринда
- Брайан ДиПерсия — малыш Брайан